# Tolcapona
La Tolcapona es un fármaco derivado de la benzofenona, parecido estructuralmente a la entacapona, e inhibidor reversible de la enzima conocida como catecol-O-metil-transferasa (COMT).

## Usos
Usado como complemento de la terapia con l-DOPA o carbidopa para pacientes con enfermedad de Parkinson, el medicamento extiende la vida media de la l-DOPA al inhibir su descomposición en 3-O-metildopa y la de dopamina en 3-metoxitiramina; además, mejora los síntomas motores en los pacientes con esta enfermedad.
La Tolcapona atraviesa la barrera hematoencefálica y es capaz de inhibir la degradación de l-DOPA por la COMT periférica y central. Clínicamente, a menudo se usa en pacientes que experimentan fluctuaciones en los síntomas y "desgaste" de los efectos de l-DOPA.

## Efectos adversos
En algunos pacientes se notaron efectos adversos graves que incluyen toxicidad hepática con riesgo de insuficiencia hepática aguda fulminante; sin embargo, en un estudio se observó que las elevaciones significativas de las transaminasas hepáticas fueron raras y generalmente volvieron a la normalidad sin intervención en la mayoría de los pacientes. Se ha confirmado, en lo general, que existe bajo riesgo de hepatotoxicidad asociada con la droga.

## Uso en embarazo y lactancia
Embarazo
No hay reportes del uso de tolcapona en el embarazo de hembras humanas. Debido a que el medicamento siempre se usa concomitantemente con levodopa o carbidopa, es destacable la mayor incidencia de anomalías fetales y la reducción del peso fetal observadas en ratas tratadas con terapia de combinación que da como resultado exposiciones plasmáticas de tolcapona con solo la mitad de la exposición humana esperada. También se observó toxicidad embrionaria y/o fetal en ratas y conejos con dosis de la droga que varían de menos a ligeramente por encima de la dosis humana típica. La falta total de experiencia en el embarazo humano, sin embargo, impide una evaluación del embrión potencial y el riesgo fetal de tolcapona. La baja incidencia de la enfermedad de Parkinson en las mujeres en edad reproductiva y el riesgo de insuficiencia hepática fulminante aguda potencialmente mortal deben limitar notablemente el uso de tolcapona en esta población de pacientes.
Lactancia
No se han localizado reportes que describan el uso de tolcapona durante la lactancia humana. El peso molecular (aproximadamente 273) es lo suficientemente bajo como para esperar la excreción de leche materna. El metabolismo casi completo y la semivida de eliminación relativamente corta (2-3 horas) deben limitar la cantidad de fármaco activo disponible para pasar a la leche. Se desconoce el efecto en un lactante por la exposición a la tolcapona en la leche. Debido al potencial de toxicidad severa (por ejemplo, insuficiencia hepática fulminante aguda potencialmente mortal como se observó en algunos adultos), las mujeres que amamantan no deben tomar tolcapona.